# 마쓰다 RX-7
마쓰다 RX-7(Mazda RX-7)은 1978년부터 2002년까지 생산된 마쓰다의 후륜구동 로터리 엔진 스포츠카이다. 차명인 RX-7은 로터리 엔진을 상징하는 R, 미래를 상징하는 기호를 상징하는 X, 마쓰다의 차격을 나타내는 숫자 중 7을 조합한 것이다. 크기가 작고 구조가 간단한 로터리 엔진이 장착되어 모든 모델이 이상적인 무게 배분과 가벼운 공차중량, 뛰어난 코너링 성능을 가지고 있다.

## 1세대 (FB3S/SA22C, 1978~1985)

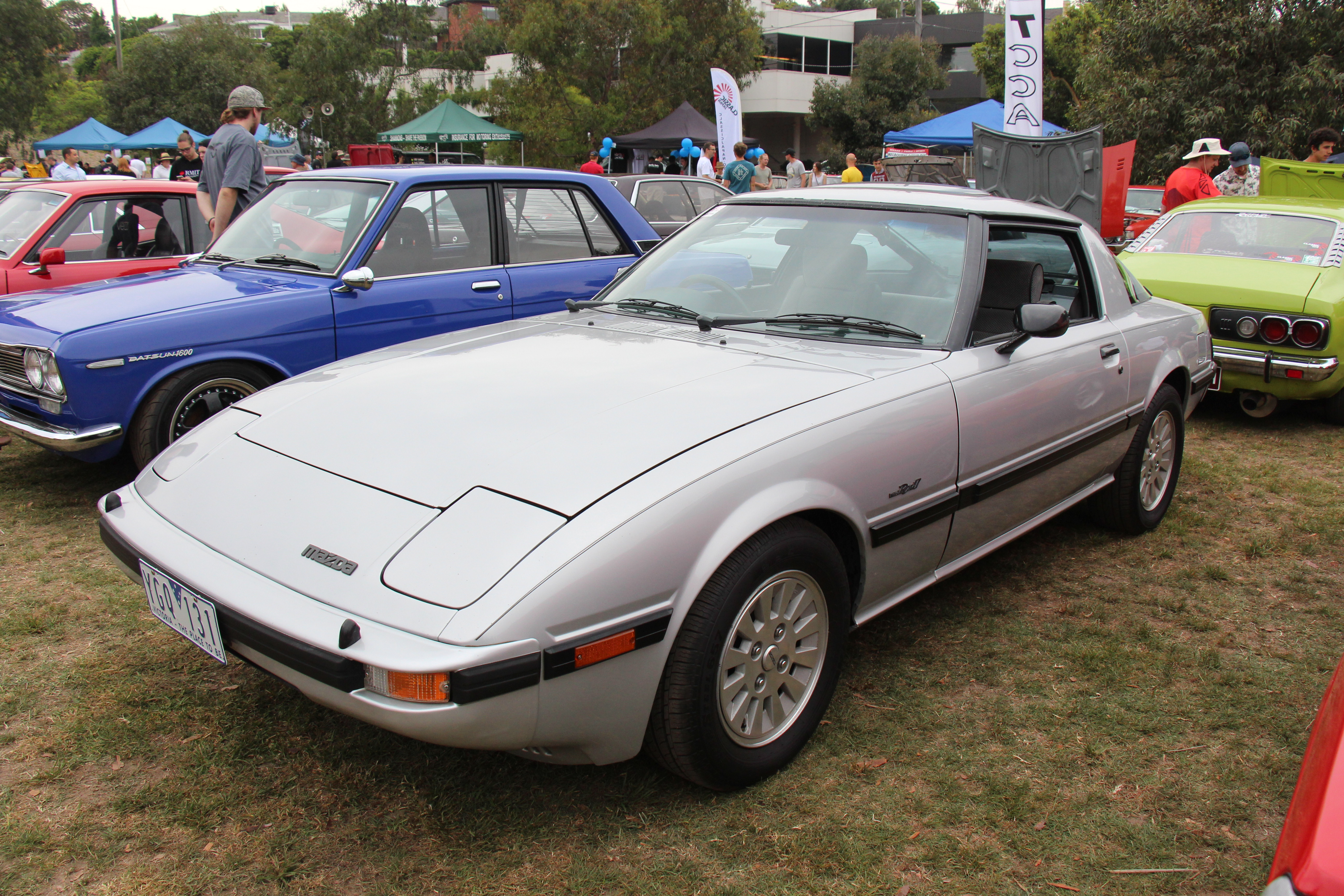
FB3S

1978년, RX-3(일본 내수명 사바나 쿠페)의 후속 차종으로 출시되었다. 당시 오일 쇼크의 영향으로 배기 가스를 재연소시키는 서멀 리엑터 방식이 채용되었고, "Phoenix Project"를 통해 연비가 40% 개선되었다. 1983년까지 생산된 전기형 모델은 12A 자연흡기 엔진이 장착되었고, 후기형에서는 터보차저 모델도 추가되었다. 수출형 모델에는 13B RE 엔진이 장착이 되었다. 전·후 무게 배분율이 50:50으로, 이상적인 무게 배분율을 보여주고 있다. 일본에서는 사바나 RX-7(Savanna RX-7)이라는 이름으로 판매되었다.
· 시리즈 1 (1978~1980)
· 시리즈 2 (1981~1983)
· 시리즈 3 (1984~1985)
· RX-7 터보

## 2세대 (FC3S/FC3C, 1985~1991)

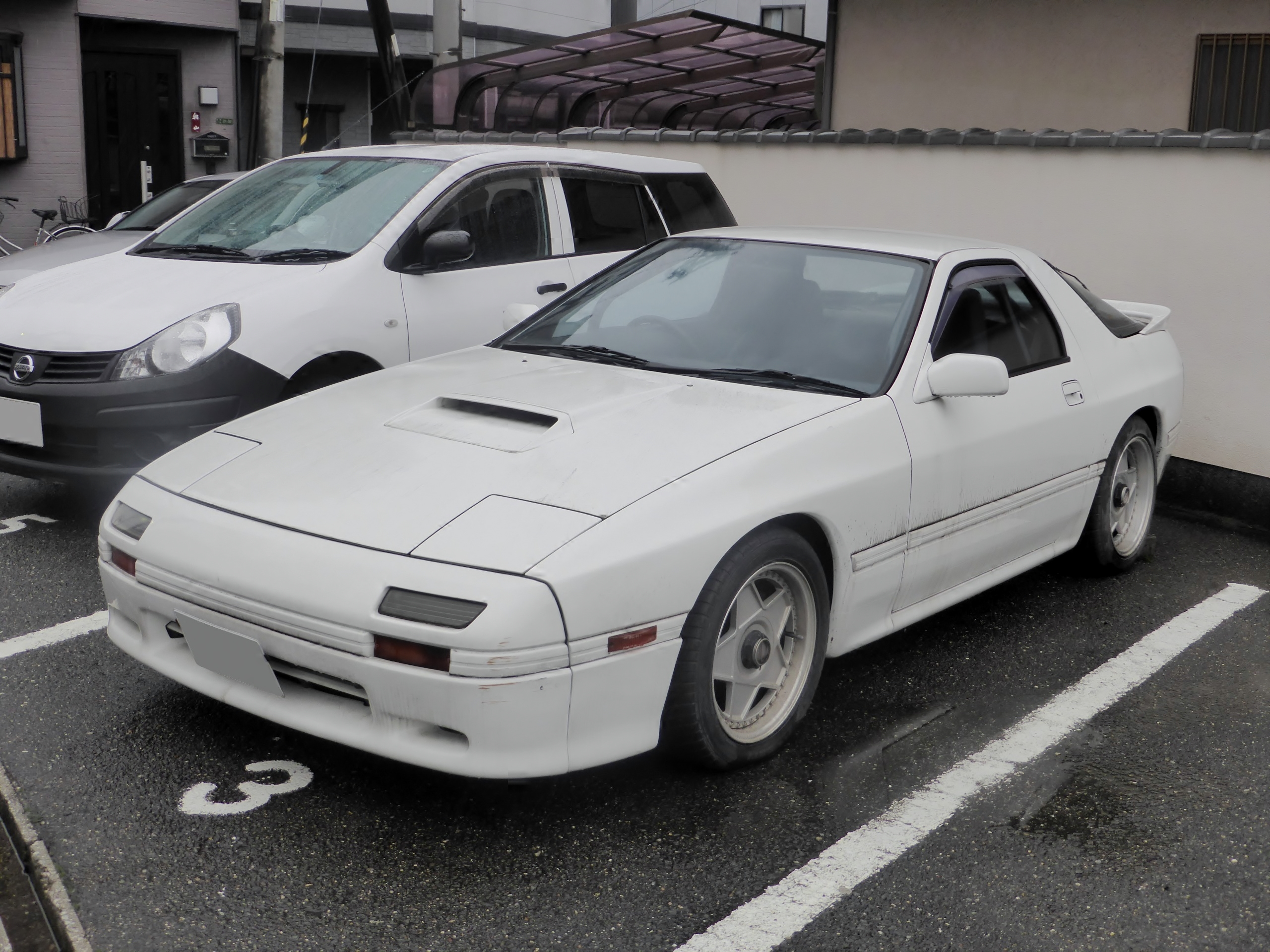
FC3S

1985년, 당시 마쓰다의 수석 엔지니어였던 우치야마 아키오가 포르쉐 944에서 영감을 얻어 이를 뛰어넘을 수 있다는 컨셉으로 개발되어 출시되었다. 13B-Turbo 엔진(트윈 스크롤 터보차저 엔진)이 장착되어 185마력의 성능을 발휘했다. 1987년에는 컨버터블 모델도 출시되었다. 이후 경량화 및 출력 향상을 거친 한정판 ∞(양피니) 리미티드 모델이 4번에 걸쳐서 출시되었고, 최종 버전이었던 ∞ IV는 215마력의 성능을 발휘했다. 1989년에 마이너 체인지를 통해 리어 램프가 3등식으로 변경되었고, 서스펜션이 개량되었다. 또한 사이드 미러의 컬러가 바디 컬러와 같은 색상으로 일체화되었고, 알로이 휠, 계기판 센터 등 많은 부분이 변경되었다. 1991년에는 1,000대 한정의 르망 24시 우승 기념 트림인 위닝 리미티드가 출시되었고, 같은 해 단종되었다. 만화 이니셜 D에서 ∞(양피니) lll 모델이 타카하시 료스케의 차량으로 등장하였다. 완간 미드나이트에서는 타카하시 코우타와 키지마 코이치의 차량으로 등장하였다. 일본에서는 3세대 모델이 등장하기 전까지 사바나 RX-7으로 판매되었다.
· 시리즈 4 (1986~1988)
· 시리즈 5 (1989~1992)
3세대(FD3S

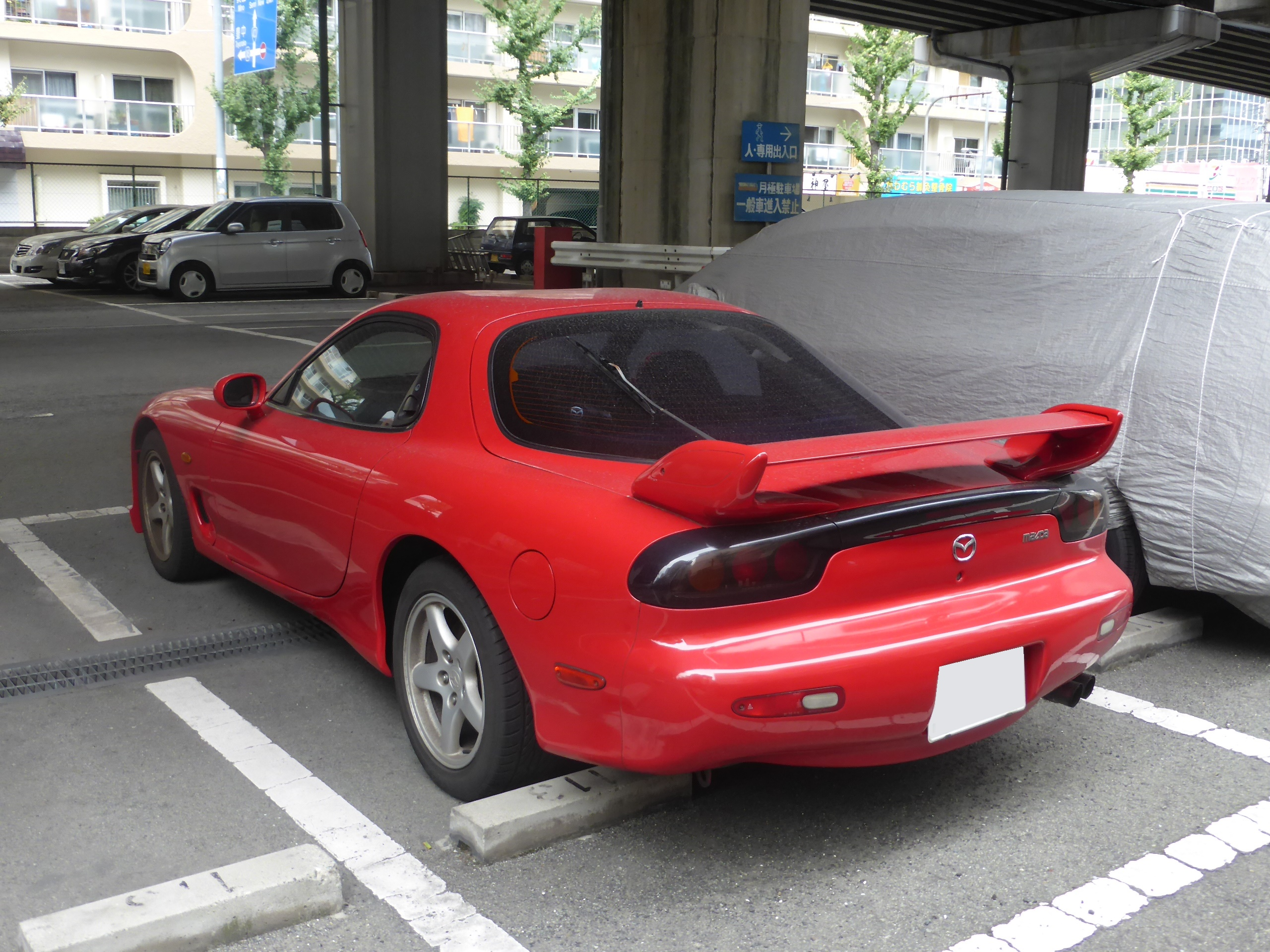
FD3S((후기형)마쯔다 rx-7)

1991년 10월에 발표되어 같은 해 12월부터 판매되기 시작했다. 일본 내수용은 당시 마쓰다의 딜러망 체제 중 하나인 앙피니 브랜드로 판매되었다. 미래 지향적인 유선형 디자인에 시퀀셜 트윈터보가 장착된 최고출력 255마력의 13B-REW 엔진이 장착되었다. 1993년에는 차체 강성이 강화되었으며, 이 때 타입 RZ와 타입 R-II 배더스트 트림이 추가되었다. 1995년에는 리어 스포일러의 디자인이 변경되었다. 1996년에는 앙피니 브랜드의 소멸에 따라 마쓰다 브랜드로 이관되었으며, CPU가 8비트에서 16비트로 향상되었다. 또한 리어 램프가 3개의 원형 디자인으로 변경되었고, 출력이 265마력까지 향상되었다. 1999년에는 마이너 체인지를 통해 프론트 범퍼와 리어 스포일러의 디자인이 변경되었으며, 듀얼 에어백과 ABS가 기본으로 장착되었다. 또한, 흡배기 매니폴트의 독립화와 터보차저의 개량으로 최고출력이 무려 280마력까지 향상되었다. 2000년에는 EBD ABS가 적용됨과 동시에 ABS가 8비트에서 16비트로 향상되었고, 클러스터의 조명 색상이 흰색에서 빨간색으로 변경되었다. 또한 클러스터의 배경색도 검은색에서 흰색으로 변경되었다. 2002년에는 최후기형 한정판인 Spirit R이 출시되었는데, BBS 사의 17인치 알로이 휠과 레드 페인트 브레이크 캘리퍼 등이 적용되었고, A형, B형, C형 모두 합쳐서 총 1,500대가 한정 판매되었다. 2002년, 스포츠카 수요 저하와 배기가스 규제 미충족으로 인해 단종되었다. 2003년에 후속 차종인 RX-8이 출시되어 RX-7의 빈 자리를 채웠다. 만화 이니셜 D에서 타카하시 케이스케와 이와세 쿄코의 차량으로 등장하였다. 영화 분노의 질주 1편에서는 도미닉 토레토의 차량으로, 분노의 질주 3: 도쿄 드리프트에서는 한의 차량으로 등장하였다. 두 차량 모두 베일사이드제 바디킷이 장착되었지만, 디자인이 상당히 다르다. 한 때 배우 이시언이 몰았던 차량이기도 하다.
· 시리즈 6 (1992~1995)
· 시리즈 7 (1996~1998)
· 시리즈 8 (1998~2002)
1. ↑  573cc 로터 두 개가 장착되었다.
2. ↑  654cc 로터 두 개가 장착되었다.
3. ↑  후기형은 215마력의 성능을 발휘했다.
4. ↑  코드네임 FC3C
5. ↑  컨버터블 모델은 1992년까지 병행 생산되었다.
6. ↑  저속에서는 한 개의 터보차져만 작동하는 트윈터보
7. ↑  다만 2도어 쿠페형 스포츠카인 RX-7과는 다르게 RX-8은 4도어 스포츠 세단의 형식으로 출시되었다. 그리고 RX-7은 터보차저 엔진도 장착되었지만, RX-8은 자연흡기 엔진만 장착되었다.
8. ↑  타카하시 케이스케의 FD는 초기에 마쓰다스피드의 에어로 파츠가 대거 장착되었다. 프로젝트 D 활동 때부터는 마쓰다스피드 RX-7 A- Spec의 에어로파츠가 장착되었으며, 후에 RE아메미야제 D1GP용 바디킷이 장착되었다
9. ↑  이와세 쿄코의 FD는 타카하시 케이스케의 FD와는 다르게 싱글터보 튠이 적용되었다.
10. ↑  블루칩이라는 애칭을 가지고 있었으며, 93년식이다. 한국에서는 보기드문 좌핸들 사양이다. 현재는 처분했다고 한다.